# Benedito Ruy Barbosa
Benedito Ruy Barbosa OMC (Gália, 17 de abril de 1931) é um autor de telenovelas, escritor, dramaturgo, jornalista e publicitário brasileiro. Chegou à dramaturgia com a peça Fogo Frio, encenada pelo Teatro de Arena de São Paulo. A estreia como autor de telenovelas se deu como Somos Todos Irmãos (1966), na TV Tupi, uma livre adaptação de A Vingança do Judeu, romance mediúnico da russa Vera Krijanóvscaia (1861–1924) atribuído ao espírito de John Wilmot, Segundo Conde de Rochester (1647–1680). Em seguida foi ao ar outra novela de sua autoria, O Anjo e o Vagabundo, um grande sucesso.
O tema mais constante nas novelas é a abordagem da vida rural e interiorana e cultura dos caboclos, bem como a imigração portuguesa no Brasil e a imigração italiana no Brasil, abordada em Os Imigrantes (1981), Vida Nova (1988), Terra Nostra (1999) e Esperança (2002), onde foi substituído por Walcyr Carrasco por problemas de saúde.
Outro grande sucesso foi exibido em 1990 na Rede Manchete, Pantanal, cuja sinopse foi recusada pela TV Globo, feito este que ocorreu também com Os Imigrantes, que acabou indo ao ar na Rede Bandeirantes. Até então, Benedito só havia escrito novelas para o horário das seis na emissora, à qual retornou três anos depois para escrever outro grande sucesso: Renascer (1993), que marcava a estreia do autor no horário nobre, abordando a crendice popular, feita também em Paraíso (1982), e a saga da história de uma família nos dias antigos e atuais, com O Rei do Gado (1996).

## Carreira
Seis antigos sucessos ganharam uma segunda versão: Cabocla (2004); baseada no romance homônimo de Ribeiro Couto; Sinhá Moça (2006); ambientada no século XIX adaptada do livro homônimo de Maria Dezonne Pacheco Fernandes; Paraíso (2009), as três adaptadas pelas filhas Edmara e Edilene Barbosa; Meu Pedacinho de Chão (2014), adaptada pelo próprio Benedito; e Pantanal (2022) e Renascer (2024), as duas adaptadas pelo neto Bruno Luperi.
Os remakes Cabocla (2004) e Sinhá Moça (2006) estão entre os maiores sucessos do horário das 18:00 em nossa década, tendo atingido, ambas, uma média final superior a 36 pontos no Ibope. Cabe lembrar que o "trilho" do horário era de 30 pontos e hoje é de 25 pontos e que muitas novelas do horário não conseguem atingir esse patamar. Em 2014, ao término de Meu Pedacinho de Chão, Benedito entrega à direção da Rede Globo, quatro projetos inéditos, na qual consta, uma minissérie sobre Castro Alves; outra sobre o cangaço, intitulada O Cerco, na qual o autor pretendia contar com a parceria do diretor Luiz Fernando Carvalho, tentou emplacar a novela E Se Ele Voltar?, onde um grupo de pessoas viviam a expectativa – ou a realidade – da volta de Jesus Cristo à Terra, que retornaria à Terra e conviveria com as pessoas como um homem comum, com todos os defeitos próprios de um cidadão moderno, e a telenovela ambientada no Rio São Francisco intitulada Velho Chico, com Eriberto Leão cotado para o papel de protagonista.
Algum tempo depois, sua telenovela Velho Chico é aprovada e a Globo decide exibi-la no horário das 21h, em substituição à telenovela A Regra do Jogo, para tentar recuperar audiência perdida por ela e sua antecessora, Babilônia. Maria Adelaide Amaral já havia escrito uma sinopse intitulada Sagrada Família, que depois ganhou o título de A Lei do Amor, e foi adiada para após o término de Velho Chico.
Em 1983 sua novela Algemas de Ouro foi adaptada pela Televisão Nacional do Chile com o título de El Juego de la Vida; dirigida por Herval Rossano e protagonizada pela atriz brasileira Nívea Maria.
Antônio Fagundes, Raul Cortez, Tony Ramos, Patrícia Pillar, Marcos Palmeira, Ana Paula Arósio, Maria Fernanda Cândido, Carlos Vereza, Osmar Prado, Mauro Mendonça, Rosamaria Murtinho, Rubens de Falco, Yoná Magalhães, Othon Bastos, Luís Carlos Arutin, Luciana Braga, Reginaldo Faria, Walderez de Barros, Nívea Maria, Cosme dos Santos, Chica Xavier, Cláudio Corrêa e Castro, Tarcísio Filho, Roberto Bonfim, Débora Duarte, Regina Dourado, John Herbert, Gésio Amadeu, Marcos Winter, Jackson Antunes, Oscar Magrini, Leila Lopes, Vanessa Giacomo, Danton Mello, Ruy Resende, Neuza Amaral, Altair Lima, Laura Cardoso, Geórgia Gomide, Dionísio Azevedo, Castro Gonzaga, Gianfrancesco Guarnieri, Bete Mendes, Flora Geny, Maria Estela, Cristina Mullins, Paulo Castelli, Kadu Moliterno, Eva Wilma, Antônio Petrin, Jussara Freire, Elias Gleizer, Ana Ariel, Milton Gonçalves, Clementino Kelé, José Augusto Branco, Ana Rosa, Paulo Figueiredo, Rildo Gonçalves, Ivan Mesquita, Percy Aires, Germano Filho, Lolita Rodrigues, Rogério Márcico, Elizangela, Carlos Zara, Íris Nascimento, Ênio Santos, José Augusto Branco, Sérgio Reis, Paulo Goulart, Aisha Jambo, Umberto Magnani e Eriberto Leão costumam ser escalados em boa parte de suas novelas.
Benedito Ruy Barbosa tem boas ligações com o futebol, sendo, inclusive, conselheiro vitalício do São Paulo Futebol Clube.

## Vida pessoal
Barbosa foi casado com Marilene Barbosa, uma atriz brasileira. Esta protagonizou a peça teatral Socorro! Mamãe Foi Embora escrita por seu marido e dirigida por José Wilker, no papel de Amelinha, ela contracenou com John Herbert, Guilhermina Guinle, Paulo de Almeida, Danton Mello e Oscar Magrini. A aceitação da crítica não foi das melhores: dela, o crítico Nélson de Sá, da Folha de S.Paulo, chegou a dizer "sobre Marilene Barbosa, a protagonista, ainda não se pode dizer que seja propriamente uma atriz". Marilene faleceu em 14 de agosto de 2014 em virtude de um câncer.

## Trabalhos

### Telenovelas
| Título                      | Ano  | Creditado como  | Creditado como | Creditado como      | Emissora      | Horário |
| Título                      | Ano  | Autor principal | Colaborador    | Supervisor de texto | Emissora      | Horário |
| --------------------------- | ---- | --------------- | -------------- | ------------------- | ------------- | ------- |
| Somos Todos Irmãos          | 1966 | Sim             |                |                     | TV Tupi       | 20h     |
| O Anjo e o Vagabundo        | 1966 | Sim             |                |                     | TV Tupi       | 20h     |
| O Morro dos Ventos Uivantes | 1967 |                 | Sim            |                     | TV Excelsior  | 20h     |
| Meu Filho, Minha Vida       | 1967 |                 | Sim            |                     | TV Tupi       | 20h     |
| O Tempo e o Vento           | 1967 |                 | Sim            |                     | TV Excelsior  | 20h     |
| O Décimo Mandamento         | 1968 | Sim             |                |                     | TV Tupi       | 20h     |
| A Última Testemunha         | 1968 | Sim             |                |                     | Record        | 20h     |
| Algemas de Ouro             | 1969 | Sim             |                |                     | Record        | 20h     |
| Simplesmente Maria          | 1970 | Sim             |                |                     | TV Tupi       | 20h     |
| Meu Pedacinho de Chão       | 1971 | Sim             |                |                     | TV Globo      | 18h     |
| Jerômino, o Herói do Sertão | 1972 | Diretor geral   | Diretor geral  | Diretor geral       | TV Tupi       | -       |
| O Feijão e o Sonho          | 1976 | Sim             |                |                     | TV Globo      | 18h     |
| À Sombra dos Laranjais      | 1977 | Sim             |                |                     | TV Globo      | 18h     |
| Cabocla                     | 1979 | Sim             |                |                     | TV Globo      | 18h     |
| Pé de Vento                 | 1980 | Sim             |                |                     | Bandeirantes  | 18h     |
| Os Imigrantes               | 1981 | Sim             |                |                     | Bandeirantes  | 18h     |
| Paraíso                     | 1982 | Sim             |                |                     | TV Globo      | 18h     |
| Voltei pra Você             | 1983 | Sim             |                |                     | TV Globo      | 18h     |
| De Quina pra Lua            | 1985 |                 |                | Sim                 | TV Globo      | 18h     |
| Sinhá Moça                  | 1986 | Sim             |                |                     | TV Globo      | 18h     |
| Vida Nova                   | 1988 | Sim             |                |                     | TV Globo      | 18h     |
| Pantanal                    | 1990 | Sim             |                |                     | Rede Manchete | 21h     |
| Renascer                    | 1993 | Sim             |                |                     | TV Globo      | 20h     |
| O Rei do Gado               | 1996 | Sim             |                |                     | TV Globo      | 20h     |
| Terra Nostra                | 1999 | Sim             |                |                     | TV Globo      | 20h     |
| Esperança                   | 2002 | Sim             |                |                     | TV Globo      | 20h     |
| Cabocla                     | 2004 | Sim             |                |                     | TV Globo      | 18h     |
| Sinhá Moça                  | 2006 | Sim             |                |                     | TV Globo      | 18h     |
| Paraíso                     | 2009 | Sim             |                |                     | TV Globo      | 18h     |
| Meu Pedacinho de Chão       | 2014 | Sim             |                |                     | TV Globo      | 18h     |
| Velho Chico                 | 2016 | Sim             |                |                     | TV Globo      | 21h     |

### Séries e minisséries
| Título                   | Ano  | Creditado como  | Creditado como       | Emissora   |
| Título                   | Ano  | Autor principal | Criação de argumento | Emissora   |
| ------------------------ | ---- | --------------- | -------------------- | ---------- |
| Sítio do Picapau Amarelo | 1977 | Sim             |                      | TV Globo   |
| Fogo Frio                | 1981 |                 | Sim                  | TV Cultura |
| Mad Maria                | 2005 | Sim             |                      |            |

### Cinema
| Ano  | Título                  | Função                                                          | Ref.   |
| ---- | ----------------------- | --------------------------------------------------------------- | ------ |
| 1975 | O Dia Que o Santo Pecou | Argumento, roteiro, diálogos, produção e assistência de direção | [ 18 ] |
| 1978 | Amada Amante            | Argumento e roteiro                                             | [ 19 ] |
| 1978 | Sábado Alucinante       | Diálogos                                                        | [ 20 ] |
| 1979 | Mágoa de Boiadeiro      | Argumento e roteiro                                             | [ 21 ] |
| 1983 | O Orgasmo da Serpente   | Argumento e roteiro                                             | [ 22 ] |
| 1984 | O Filho Adotivo         | Argumento e roteiro                                             | [ 23 ] |

### Teatro
- 1959 - Fogo Frio
- 1979 - Fogo na Terra

### Literatura
- 1962 - Eu Sou Pelé (Editora: Paulo de Azedo)
- 2011 - Primeiro Tempo (Editora: Magma Cultural; ISBN 9788598230245)

## Controvérsias
Em março de 2016, ao ser questionado durante a festa de lançamento da novela Velho Chico sobre o que o público quer assistir, Barbosa respondeu: "Odeio história de bicha. Pode existir, pode aceitar, mas não pode transformar isso em aula para as crianças. Tenho dez netos, quatro bisnetos e tenho um puta orgulho porque são tudo macho pra cacete". O novelista, entretanto, alegou que não é preconceituoso. "Não sou contra, não acho errado. O que acho é que quando eu tenho na mão 80 milhões assistindo minha novela, tenho que ter responsabilidade com as pessoas que estão me assistindo. Tenho que saber que tem muito pai que não quer que o filho veja, porque eles não sabem explicar, não sabem como colocar. Muita gente reclama disso para mim", afirma.
Barbosa também acusa colegas autores de idealizarem personagens homossexuais. "O que não é justo é você transformar: só é normal o cara que é bicha, o que não é bicha não é normal. A mulher que é sapatona é perfeita, a que não é sapatona não é legal. É assim que estamos vivendo", disse.
A declaração do autor causou repercussão entre a comunidade LGBTQIA+ e em mídias sociais, sendo que o nome de Barbosa chegou aos trending topics do Twitter em 9 de março, com convocações de boicote à novela. O ex-deputado federal Jean Wyllys, conhecido por defender os direitos LGBTQIA+ no Brasil, classificou as falas como "deselegantes, reacionárias e homofóbicas".
Como resposta, a Rede Globo cogitou inicialmente um comunicado à imprensa onde dizia que "as declarações de Ruy Barbosa não refletiam a política da empresa", mas optou-se por não se pronunciar em relação ao que foi dito. Posteriormente, o canal acordou com o autor e sua família para não conceder entrevistas, a fim de evitar temas polêmicos que possam atrapalhar a divulgação da trama.

## Prêmios
| Ano  | Premiação                | Categoria                 | Trabalho              | Resultado | Ref.   |
| ---- | ------------------------ | ------------------------- | --------------------- | --------- | ------ |
| 1997 | Prêmio Contigo! de TV    | Melhor autor de novela    | O Rei do Gado         | Venceu    |        |
| 2003 | Prêmio Contigo! de TV    | Melhor autor de novela    | Esperança             | Venceu    |        |
| 2006 | International Emmy Award | Melhor série dramática    | Sinhá Moça            | Indicado  |        |
| 2014 | Prêmio Quem              | Melhor autor de televisão | Meu Pedacinho de Chão | Venceu    | [ 29 ] |
| 2017 | International Emmy Award | Melhor telenovela         | Velho Chico           | Indicado  |        |